# Sant'Antonino di Susa
Sant'Antonino di Susa (arpità Santantunin, piemontès San Antonin) és un municipi italià, situat ciutat metropolitana de Torí, a la regió del Piemont. L'any 2007 tenia 4.016 habitants. Està situat a la Vall de Susa, una de les Valls arpitanes del Piemont. Limita amb els municipis de Borgone Susa, Coazze, Condove, Vaie i Villar Focchiardo.

## Administració
| Període | Identitat          | Partit        |
| ------- | ------------------ | ------------- |
| 2004-   | Antonio Ferrentino | Llista cívica |